# Digipak

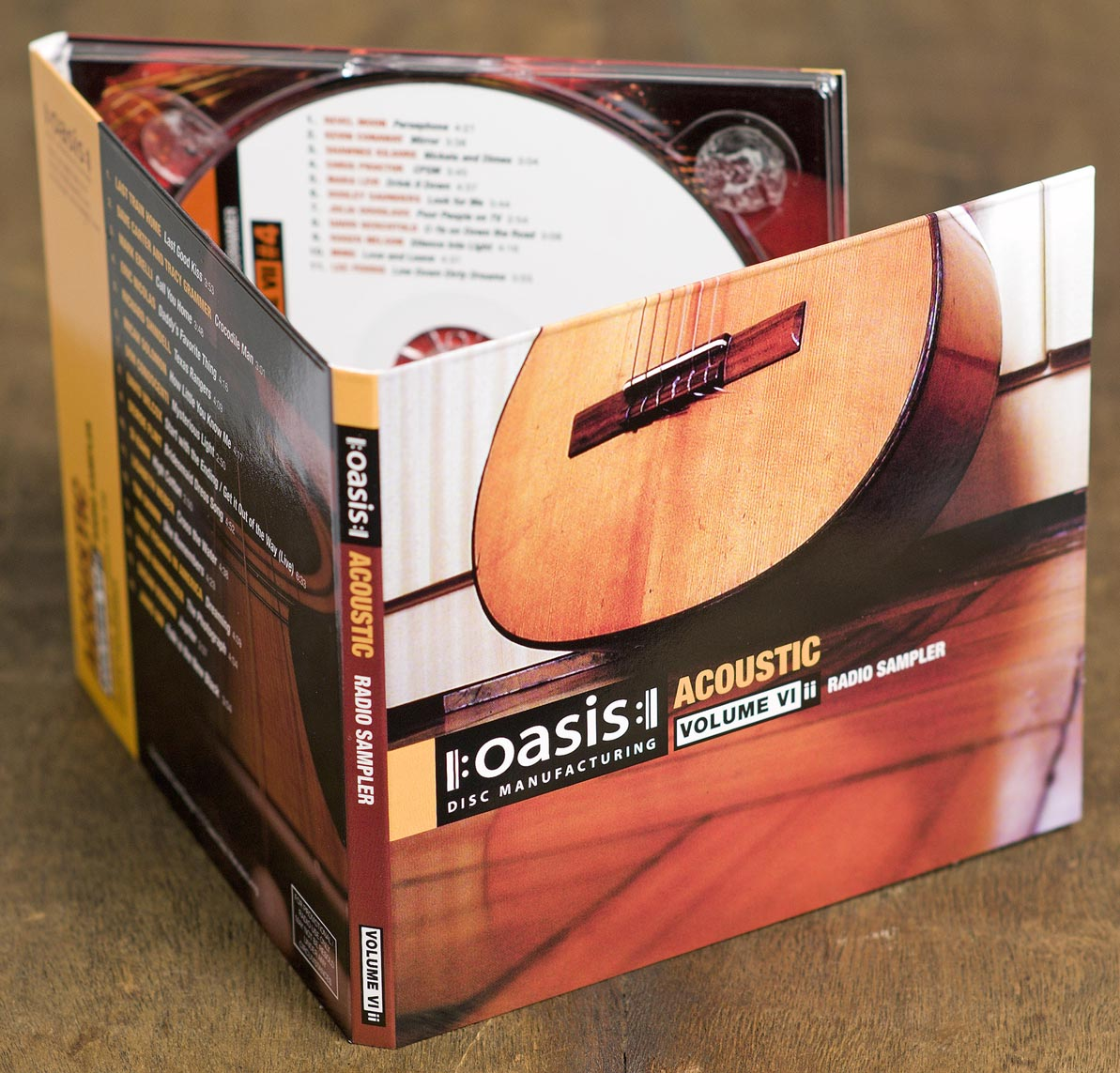
Digipak

Digipak – opatentowany przez firmę MeadWestvaco, Inc. rodzaj opakowania na płyty kompaktowe o średnicy 12 cm, takie jak CD, DVD, HD-DVD czy Blu-ray.
Opakowanie przypomina książkę, okładka wykonana jest z tektury, a płyta osadzona w plastikowej, zwykle przezroczystej tacce przyklejonej do wewnętrznej części okładki.
Oprócz standardowego digipaku, rozróżniamy również digiplus (dodatkowa zakładka, w której można umieścić jakiś gadżet) i minipack (bez plastikowej tacki, płyta umieszczona zostaje w kartonowej kieszonce).